# Stenlille naturgaslager
Stenlille naturgaslager är ett danskt underjordiskt lager för naturgas i Stenlille i Sorø kommun på Själland. Lagret ägs av Gas Storage Denmark AS, som är ett helägt dotterbolag till Energinet AS.
Depån är en del av överföringsnätet för naturgas i Danmark och har till syfte att, tillsammans med Gas Storage Denmarks andra underjordiska naturgaslager Lille Torup Naturgaslager på Jylland utjämna variationer i kundernas utnyttjande av naturgas, driftstörningar och säsongsvariationer, samt att öka försörjningssäkerheten för naturgas i Danmark. 
Stenlille är ett naturgaslager av akvifertyp.  Hela anläggningen kan lagra tre miljoner normalkubikmeter naturgas.
Gaslagret i Stenlille uppfördes av Dansk Naturgas AS, senare Dong Energy AS, och togs i bruk 1994. År 2007 sålde Dong Energy sin andra anläggning i Lille Torup till Energinet AS, men behöll Stenlille i sin ägo fram till 2014, då det såldes till Energinet AS.

## Geologi
Akviferformationen är en stor underjordisk formation, som ligger 1.500 – 1.600 meter under markytan och som täcker en areal på 14 km² i ett sandstenslager. Detta skapades under yngre Trias för drygt 200 miljoner år sedan. Sandstenen finns i ett område norr och söder om Ringkøbing-Fyn-höjdryggen med en största tjocklek av omkring 200 meter på ett djup som varierar mellan 500 meter och 3.000 meter från norr till söder. 
Ovanför det sandstenslager som utnyttjas som naturgasreservoar finns ett 300 meter tjockt lerstenslager, som bildades under yngre Jura och som utgör ett effektivt lock på gasdepån.